# Oceanospirillum beijerinckii
Espèce
Oceanospirillum beijerinckii est une espèce de bactéries gram négatives de la famille des Oceanospirillaceae.

## Taxonomie
Le nom correct complet (avec auteur) de ce taxon est Oceanospirillum beijerinckii (Williams & Rittenberg 1957) Hylemon et al. 1973.

### Synonymes
Oceanospirillum beijerinckii a pour synonymes :
- Oceanospirillum beijerinckii subsp. pelagicum (Terasaki 1973) Pot et al. 1989
- Oceanospirillum pelagicum (Terasaki 1973) Terasaki 1979
- Spirillum beijerinckii Williams & Rittenberg 1957
- Spirillum pelagicum Terasaki 1973

### Étymologie
L'étymologie du nom spécifique de l'espèce O. beijerinckii est la suivante : beij.e.rinck’i.i. N.L. gen. masc. n. beijerinckii, de Beijerinck, nommé d'après le professeur M.W. Beijerinck de Delft, Pays-Bas.